# Takaya Honda
Takaya Honda (Canberra, 6 de septiembre de 1987) es un actor australiano.

## Biografía
Nació en Canberra, aunque de joven se mudó a Sídney. Es hijo de Kazuya Honda, el exentrenador del equipo nacional de gimnasia artística de mujeres de Australia.
En 2011 se graduó del "University of Technology Sydney" con una licenciatura en comunicación.
En mayo de 2019 se comprometió con su novia Amy Schwab, y enero de 2020 la pareja se casó.

## Carrera
En el 2011 se unió al elenco principal de la serie A Gurls Wurld donde interpretó a Josh, el hermano de Jackie Lee (Charlotte Nicdao) hasta el final de la serie ese mismo año.
En el 2012 se unió a la obra Love and Honour and Pity and Pride and Compassion and Sacrifice donde dio vida a Nam Le.
En el 2016 apareció en The Family Law donde interpretó a Klaus Thomson, el atractivo vecino de la familia Law.
A finales de agosto del mismo año se anunció que se había unido al elenco principal de la serie australiana Neighbours donde interpretará al doctor David Tanaka, el hermano gemelo de Leo Tanaka (Tim Kano). Su primera aparición será el 21 de septiembre del mismo año.

## Filmografía

### Series de televisión
| Año             | Título        | Personaje        | Notas          |
| --------------- | ------------- | ---------------- | -------------- |
| 2016 - presente | Neighbours    | Dr. David Tanaka | 25 episodios   |
| 2014            | The Code      | Jase             | episodio # 1.3 |
| 2011            | A Gurls Wurld | Josh             | 18 episodios   |

### Películas
| Año  | Título                       | Personaje     | Notas |
| ---- | ---------------------------- | ------------- | --- |
| 2016 | Naked Strangers              | Alex          | junto a Ben Hall, Alexander Morgan y Emele Ugavule                                                        |
| 2016 | Boyz                         | Julian        | corto - junto a Alex Cubis, Arka Das, Adam Marks, Angie Elphick y Karina Bracken                          |
| 2016 | The Family Law               | Klaus Thomson | junto a Trystan Go, Fiona Choi, Anthony Brandon Wong, George Zhao y Shuang Hu                             |
| 2015 | Skin Deep                    | David         | junto a Zara Zoe, Monica Zanetti, Elizabeth Blackmore, Jeanie Drynan, Billie Rose Prichard y James Mackay |
| 2011 | Static                       | Chris         | corto |
| 2010 | Empty Cigarettes             | Edward        | corto - junto a John Ayala, Shai Alexander, Olivia Stiefel, Chris Stamoulos y Henry O'Henry               |
| 2009 | Futility                     | Director      | corto |
| 2008 | The Ballard of Bottoms Dream | Puck          | corto |
| 2006 | Rememb...                    | Tim           | corto - junto a Tom Judd y Tanya Moore                                                                    |

### Director, escritor, productor y editor
| Año  | Programa                     | Notas                                                             |
| ---- | ---------------------------- | ----------------------------------------------------------------- |
| 2010 | The Dancers                  | corto - productor asociado                                        |
| 2009 | Futility                     | corto - director                                                  |
| 2008 | The Ballard of Bottoms Dream | corto - codirector                                                |
| 2007 | Sugar Rush                   | corto - director                                                  |
| 2007 | Those Three Words            | corto - codirector                                                |
| 2007 | Silver Glass                 | corto - codirector                                                |
| 2006 | Rememb...                    | corto - director, escritor, co-productor, editor y cinematografía |

### Apariciones
| Año             | Programa               | Notas                      |
| --------------- | ---------------------- | -------------------------- |
| 2015 - presente | Play School            | presentador                |
| 2014 - 2015     | My Great Big Adventure | 10 episodios - presentador |

### Teatro
| Año         | Obra                        | Personaje       | Director (a)      | Teatro                 | Notas                                                     |
| ----------- | --------------------------- | --------------- | ----------------- | ---------------------- | --------------------------------------------------------- |
| 2015        | Love and Honour and Pity... | Nam Le          | Priscilla Jackman | -                      | junto a Binh Ta, Annie Stafford y Mayu Iwasaki            |
| 2012 - 2013 | Hamlet                      | Horatio         | Damien Ryan       | Riverside Theatre      | junto a Lindsay Farris, James Lugton y John Turnbull      |
| 2012        | The Blue Angel Hotel        | Hiro            | Aarne Neeme       | Old Fitzroy Theatre    | junto a Gael Ballantyne, Bill Conn y Jacqui Livingston    |
| 2010 - 2011 | As You Like It              | Dennis          | Damien Ryan       | Sport For Jove Theatre | -                                                         |
| 2009 - 2011 | Romeo and Juliet            | Paris           | Damien Ryan       | Sport For Jove Theatre | junto a Lizzie Schebesta, Damien Strouthos y Anna Bamford |
| 2005 - 2011 | A Midsummer Night's Dream   | Puck            | Damien Ryan       | Zenith Theatre         | junto a Anna Bamford                                      |
| 2004        | Tartuffe                    | Monsieur Loyale | -                 | -                      | -                                                         |
| 2003        | Our Town                    | Simon Stimson   | -                 | -                      | -                                                         |